# Sinagoga di Malmö
La sinagoga di Malmö, costruita nel 1903, è una sinagoga monumentale situata a Malmö in Svezia. 

## Storia
Agli inizi del Novecento la comunità ebraica di Malmö, fondata nel 1871, era in piena espansione. Si rendeva necessaria la costruzione di un luogo di culto. SI trattava del primo edificio religioso non-cristiano della città.
L'architetto John Smedberg ideò il progetto di una sinagoga in stile neomoresco, contaminata da elementi di art nouveau, La forma richiama quella della sinagoga grande di Stoccolma con gli ingressi collocati sui due torrioni che delimitano la facciata centrale con finestre ad archi moreschi. Il disegno della sinagoga di Malmö aggiunge una cupola schiacciata e fini decorazioni art nouveau La costruzione avvenne nel 1903. La sala di preghiera ha una capienza di 200 posti. 
Alla neutrale Svezia furono risparmiate le distruzioni della seconda guerra mondiale e gli orrori dell'Olocausto. In quegli anni la sinagoga aprì le sue porte ai rifugiati, specie a quelli che nel 1943 arrivarono in massa a Malmö dalla Danimarca
Il 23 luglio 2010 la sinagoga fu vittima di un attentato; un ordigno, fortunatamente di lieve potenza fu fatto esplodere davanti all'edificio, senza causare gravi danni.
La sinagoga continua tutt'oggi la sua opera al servizio della piccola comunità locale di circa 700 persone.